# Escalar de Lorentz
En la física de la teoría de la relatividad, un escalar de Lorentz es una expresión, formada a partir de elementos de la teoría, que se evalúa como un término invariante bajo cualquier transformación de Lorentz. Se puede generar un escalar de Lorentz a partir, por ejemplo, del producto escalar de vectores o de la contracción de tensores de la teoría. Si bien los componentes de los vectores y tensores generalmente se modifican bajo las transformaciones de Lorentz, los escalares de Lorentz permanecen sin cambios.
Un escalar de Lorentz no siempre se ve inmediatamente como un invariante en el sentido matemático, pero el valor escalar resultante es invariante bajo cualquier transformación de base aplicada al espacio vectorial, en el que se basa la teoría considerada. Un escalar de Lorentz simple en el espacio-tiempo de Minkowski es la "distancia espacio-temporal" ("longitud" de su diferencia) de dos eventos fijos en el espacio-tiempo. Mientras que los cuadrivectores de "posición" de los eventos cambian entre diferentes marcos inerciales, su distancia espacio-temporal permanece invariante bajo la correspondiente transformación de Lorentz. Otros ejemplos de escalares de Lorentz son la "longitud" de las velocidades de 4 componentes (véase más abajo), o el tensor de Ricci en un punto en el espacio-tiempo de la relatividad general, que es una contracción del tensor de curvatura riemanniano relativista.

## Escalares simples en la relatividad especial

### Longitud de un vector de posición

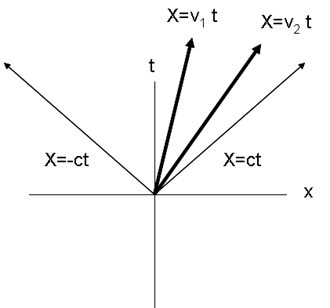
Líneas del mundo para dos partículas a diferentes velocidades

En la teoría de la relatividad especial, la ubicación de una partícula en el espacio-tiempo de 4 dimensiones viene dada por
{\displaystyle x^{\mu }=(ct,\mathbf {x} )}
donde {\displaystyle \mathbf {x} =\mathbf {v} t} es la posición en el espacio tridimensional de la partícula, {\displaystyle \mathbf {v} } es la velocidad en el espacio tridimensional y {\displaystyle c} es la velocidad de la luz.
La "longitud" del vector es un escalar de Lorentz y viene dada por
{\displaystyle x_{\mu }x^{\mu }=\eta _{\mu \nu }x^{\mu }x^{\nu }=(ct)^{2}-\mathbf {x} \cdot \mathbf {x} \ {\stackrel {\mathrm {def} }{=}}\ (c\tau )^{2}}
donde {\displaystyle \tau } es el tiempo propio medido por un reloj en el sistema en reposo de la partícula y la métrica de Minkowski está dada por
{\displaystyle \eta ^{\mu \nu }=\eta _{\mu \nu }={\begin{pmatrix}1&0&0&0\\0&-1&0&0\\0&0&-1&0\\0&0&0&-1\end{pmatrix}}.}
Esta es una métrica de Minkowski de tipo temporal.
A menudo se utiliza la signatura alternativa de la métrica de Minkowski en la que se invierten los signos de las unidades.
{\displaystyle \eta ^{\mu \nu }=\eta _{\mu \nu }={\begin{pmatrix}-1&0&0&0\\0&1&0&0\\0&0&1&0\\0&0&0&1\end{pmatrix}}.}
Esta es una métrica de Minkowski de tipo espacial.
En la métrica de Minkowski, el intervalo espacial {\displaystyle s} se define como
{\displaystyle x_{\mu }x^{\mu }=\eta _{\mu \nu }x^{\mu }x^{\nu }=\mathbf {x} \cdot \mathbf {x} -(ct)^{2}\ {\stackrel {\mathrm {def} }{=}}\ s^{2}.}
En el resto de este artículo se usa la métrica de Minkowski de tipo espacial.

### Longitud de un vector de velocidad

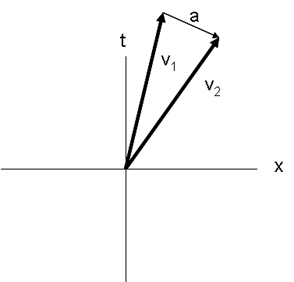
Los vectores de velocidad en el espacio-tiempo para una partícula a dos velocidades diferentes. En la teoría de la relatividad, una aceleración equivale a una rotación en el espacio-tiempo

La velocidad en el espacio-tiempo se define como
{\displaystyle v^{\mu }\ {\stackrel {\mathrm {def} }{=}}\ {dx^{\mu } \over d\tau }=\left(c{dt \over d\tau },{dt \over d\tau }{d\mathbf {x}  \over dt}\right)=\left(\gamma c,\gamma {\mathbf {v} }\right)=\gamma \left(c,{\mathbf {v} }\right)}
donde
{\displaystyle \gamma \ {\stackrel {\mathrm {def} }{=}}\ {1 \over {\sqrt {1-{{\mathbf {v} \cdot \mathbf {v} } \over c^{2}}}}}.}
La magnitud de la velocidad de 4 componentes es un escalar de Lorentz,
{\displaystyle v_{\mu }v^{\mu }=-c^{2}\,.}
Por lo tanto, c es un escalar de Lorentz.

### Producto interno de la aceleración y la velocidad
La aceleración cuatridimensional está dada por
{\displaystyle a^{\mu }\ {\stackrel {\mathrm {def} }{=}}\ {dv^{\mu } \over d\tau }}
y es siempre perpendicular a la velocidad en 4 dimensiones
{\displaystyle 0={1 \over 2}{d \over d\tau }\left(v_{\mu }v^{\mu }\right)={dv_{\mu } \over d\tau }v^{\mu }=a_{\mu }v^{\mu }.}
Por lo tanto, se puede considerar la aceleración en el espacio-tiempo simplemente como una rotación de la 4-velocidad. El producto interno de la aceleración y la velocidad es un escalar de Lorentz, y es cero. Esta rotación es simplemente una expresión de la conservación de la energía:
{\displaystyle {dE \over d\tau }=\mathbf {F} \cdot \mathbf {v} }
donde {\displaystyle E} es la energía de una partícula y {\displaystyle \mathbf {F} } es la fuerza tridimensional sobre la partícula.

## Energía, masa en reposo, 3-momento y 3-velocidad a partir del 4-momento
El 4-momento de una partícula es
{\displaystyle p^{\mu }=mv^{\mu }=\left(\gamma mc,\gamma m\mathbf {v} \right)=\left(\gamma mc,\mathbf {p} \right)=\left({\frac {E}{c}},\mathbf {p} \right)}
donde {\displaystyle m} es la masa en reposo de la partícula, {\displaystyle \mathbf {p} } es el momento en el espacio tridimensional y :{\displaystyle E=\gamma mc^{2}} es la energía de la partícula.

### Energía de una partícula
Considérese una segunda partícula con 4-velocidad {\displaystyle u}  y 3-velocidad {\displaystyle \mathbf {u} _{2}}. En el sistema en reposo de la segunda partícula, el producto interno de {\displaystyle u} por {\displaystyle p} es proporcional a la energía de la primera partícula
{\displaystyle p_{\mu }u^{\mu }=-E_{1}}
donde el subíndice 1 indica la primera partícula.
Dado que la relación es verdadera en el sistema en reposo de la segunda partícula, también lo es en cualquier sistema de referencia. {\displaystyle E_{1}}, la energía de la primera partícula en el marco de referencia de la segunda partícula, es un escalar de Lorentz. Por lo tanto,
{\displaystyle E_{1}=\gamma _{1}\gamma _{2}m_{1}c^{2}-\gamma _{2}\mathbf {p} _{1}\cdot \mathbf {u} _{2}}
en cualquier sistema de referencia inercial, donde {\displaystyle E_{1}} sigue siendo la energía de la primera partícula en el marco de referencia de la segunda partícula.

### Masa en reposo de la partícula
En el sistema de reposo de la partícula, el producto interno del momento es
{\displaystyle p_{\mu }p^{\mu }=-(mc)^{2}\,.}
Por lo tanto, la masa en reposo (m) es un escalar de Lorentz. La relación sigue siendo verdadera independientemente del marco en el que se calcula el producto interior. En muchos casos la masa en reposo se escribe como {\displaystyle m_{0}} para evitar confusión con la masa relativista, que es {\displaystyle \gamma m_{0}}.

### 3-momento de una partícula
Teniendo en cuenta que
{\displaystyle \left({\frac {p_{\mu }u^{\mu }}{c}}\right)^{2}+p_{\mu }p^{\mu }={E_{1}^{2} \over c^{2}}-(mc)^{2}=\left(\gamma _{1}^{2}-1\right)(mc)^{2}=\gamma _{1}^{2}{\mathbf {v} _{1}\cdot \mathbf {v} _{1}}m^{2}=\mathbf {p} _{1}\cdot \mathbf {p} _{1}.}
El cuadrado de la magnitud del 3-momento de la partícula medido en el marco de la segunda partícula es un escalar de Lorentz.

### Medición de la 3-velocidad de la partícula
La 3-velocidad, en el marco de la segunda partícula, se puede construir a partir de dos escalares de Lorentz
{\displaystyle v_{1}^{2}=\mathbf {v} _{1}\cdot \mathbf {v} _{1}={\frac {\mathbf {p} _{1}\cdot \mathbf {p} _{1}}{E_{1}^{2}}}c^{4}.}

## Escalares más complicados
Los escalares también se pueden construir a partir de tensores y vectores, a partir de la contracción de tensores (como {\displaystyle F_{\mu \nu }F^{\mu \nu }}), o combinaciones de contracciones de tensores y vectores (como {\displaystyle g_{\mu \nu }x^{\mu }x^{\nu }}).